# 첼시 퍼레티
첼시 퍼레티(Chelsea Peretti, 1978년 2월 20일 ~ )는 미국의 코메디언, 배우, 작가이다.

## 출연 작품
- 더 포토그래프 (2020)
- 브룩클린 나인-나인 시즌3 (2015)
- 브룩클린 나인-나인 시즌2 (2014)
- 브룩클린 나인-나인 시즌1 (2013)